# Альтниколь, Иоганн Христоф
Иоганн Христоф Альтниколь (нем. Johann Christoph Altnikol; крестился 1 января 1720, Берна, Силезия (ныне Суликув, Нижнесилезское воеводство) , Польша) — 25 июля 1759, Наумбург , Саксония-Ангальт, Германия) — немецкий композитор, певец (бас), органист, ученик и зять, музыкальный копиист И. С. Баха.

## Биография
С 1740 по 1743 год был певцом и помощником органиста в церкви Марии Магдалины в Бреслау. С 1744 года изучал теологию в университете Лейпцига. Там же познакомился со своим учителем, а затем будущим тестем Иоганном Себастианом Бахом.
С 1748 года служил органистом в Наумбурге. В январе 1749 года женился на Елизавете Юлиане Фридерике Бах.
Слыл мультиинструменталистом, кроме орга́на, хорошо играл на скрипке и виолончели.
Пользовался в своё время известностью как композитор, но его сочинения не были напечатаны. Некоторые манускрипты находятся в Берлинской библиотеке.
Сохранились отдельные музыкальные произведения Альтниколя, в том числе:
- два мотета
  - «Befiehl du deine Wege», на тексты духовных лютеранских песнопений Пауля Герхардта (для четырёх голосов)
  - «Ныне благодарим Бога» (для 5 голосов)
- фортепианная соната
- две кантаты
- a Ricercare (мажор) для фортепиано (органа?)
- Messe in d-Moll (Kyrie, Gloria)